# Cypher (вертолёт)
Cypher — беспилотный разведывательный вертолёт (БПЛА). Построен этот дрон известной компанией Сикорски. Первый полёт прототипа — в апреле 1992 года, с 1993 года — самостоятельный (неуправляемый) полёт. Два противоположно вращающихся винта поднимают машину вертикально, посадка по-вертолётному. Существует БПЛА Cypher II Dragon Warrior, построенный несколько позднее.

## ЛТХ
- Длина: 1,88 м
- Диаметр ротора: 1,22 м
- Вес: 140 кг
- Скорость: 70 км/ч
- Потолок: 2440 м
- Дальность действия: 56—77 км в зависимости от модели
- высота: 0,61 м
- время полёта: 2—3 часа
- двигатель: роторный Ванкеля 50 л. с.